# Jon Peters
Jon H. Peters (* 2. Juni 1945 in Van Nuys, Los Angeles) ist ein US-amerikanischer Filmproduzent.

## Leben
Er begann seine Laufbahn als Produzent in den 1970er Jahren mit Filmen wie A Star Is Born. 1983 gründete er mit Peter Guber die Produktionsfirma Guber-Peters Company. Bisher war er an über 40 Produktionen beteiligt. Ihm wurde ein Stern auf dem Hollywood Walk of Fame gewidmet.
Am 20. Januar 2020 heiratete er die Schauspielerin Pamela Anderson. Am 1. Februar 2020 wurde bekannt, dass die beiden sich wieder getrennt haben.

## Filmografie (Auswahl)
- 1976: A Star Is Born
- 1978: Die Augen der Laura Mars (Eyes of Laura Mars)
- 1979: Was, du willst nicht? (The Main Event)
- 1980: Wahnsinn ohne Handicap (Caddyshack)
- 1985: Crazy for You (Vision Quest)
- 1986: Bodycheck (Youngblood)
- 1987: Die Hexen von Eastwick (The Witches of Eastwick)
- 1988: Rain Man
- 1988: Caddyshack II
- 1989: Tango und Cash (Tango & Cash)
- 1989: Batman
- 1993: This Boy’s Life
- 1995: Money Train
- 1995: Alarmstufe: Rot 2 (Under Siege 2: Dark Territory)
- 1999: Wild Wild West
- 2001: Ali
- 2006: Superman Returns
- 2018: A Star Is Born